# Jennifer Beattie
Jennifer Patricia Beattie (Glasgow, Escocia; 13 de mayo de 1991) es una futbolista escocesa. Juega como defensa y su equipo actual es el Arsenal de la FA WSL inglesa. Es internacional absoluta por la selección de Escocia desde 2008. En 2022 fue nombrada Miembro de la Orden del Imperio Británico (MBE).

## Primeros años
Beattie comenzó a jugar al fútbol con su hermano Johnnie y sus amigos. Fue seleccionada para jugar con el equipo de Glasgow Primary School, siendo la única chica, y nombrada capitana. Más tarde jugó con el equipo masculino de Hamilton Academical.

## Trayectoria

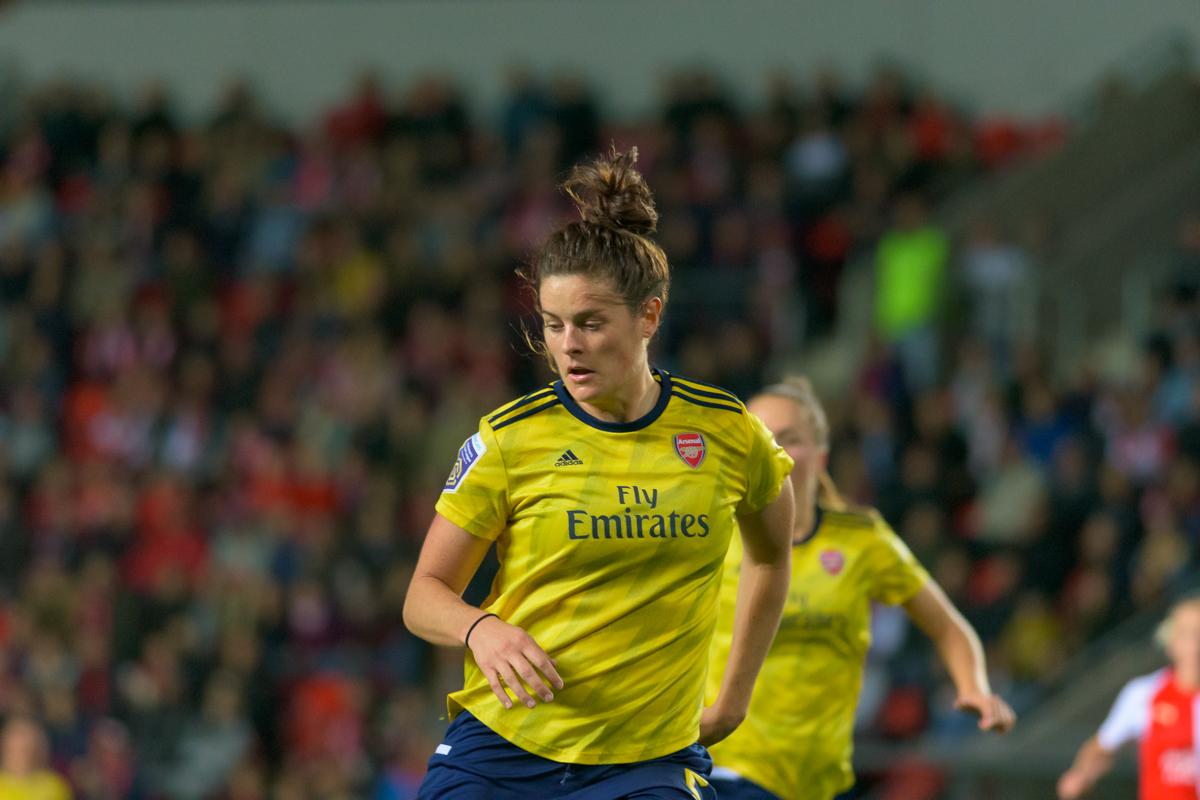
Beattie con el Arsenal

### Queen's Park (2006-2008)
Beattie debutó profesionalmente con el Queen's Park de la SWPL cuando tenía 15 años. En 2007, el equipo alcanzó la final de la SWPL Cup.

### Celtic (2008-2009)
En enero de 2008, Beattie se fue al Celtic Glasgow.

### Arsenal (2009-2013)
En julio de 2009 fichó por el Arsenal de la liga inglesa y el 8 de noviembre de ese mismo año marcó su primer gol. En marzo de 2010, jugó en los cuartos de final de la Liga de Campeones. Estando en el club, ganó la Women's Premier League de 2009, la FA Women's League Cup en 2011 y 2012 y la Women's FA Cup en 2011 y 2013.

### Montpellier (2013-2015)
En julio de 2013 firmó un contrato de dos años con el Montpellier de la Division 1. Hizo 25 apariciones y marcó 5 goles.

### Manchester City (2015-2019)
Beattie volvió a la liga inglesa en la temporada 2015 para jugar con el Manchester City. En noviembre de 2018, se convirtió en la quinta jugadora en llegar a los 100 partidos con el club. En este, ganó la FA WSL de 2016; la Women's FA Cup de las temporadas 2016-17 y 2018-19; y la League Cup 2018-19.

### Melbourne City (cedida) (2015-2016)
Beattie jugó con el Melbourne City de la W-League australiana en la temporada 2015-16. Ayudó al equipo a ganar la liga y la Grand Final.

### Arsenal (2019-2025)
En junio de 2019 se anunció que Beattie había firmado un contrato con el Arsenal.

## Selección nacional

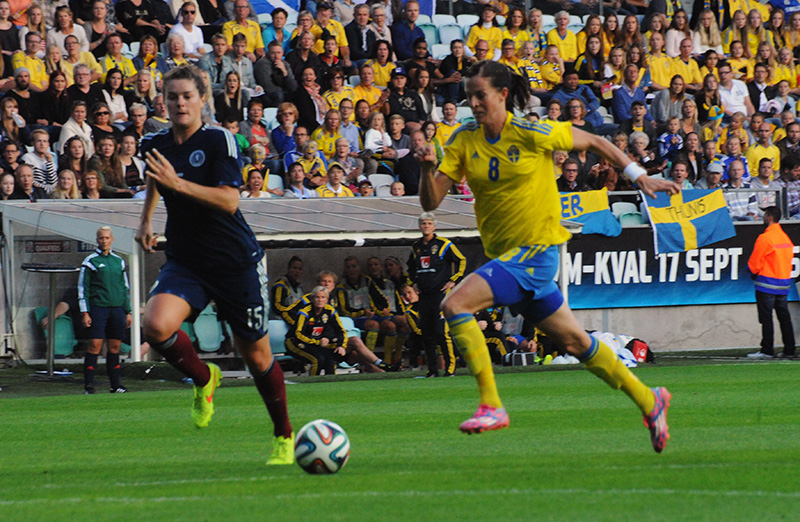
Beattie con Escocia en 2014

Beattie jugó con la Selección Sub-17 y con la Sub-19 a los 14 años.
En marzo de 2008, debutó con la Selección de Escocia. en un partido contra Estados Unidos. Marcó su primer gol durante la clasificación para la Eurocopa de 2009 contra Portugal en mayo de 2008.
En 2011, marcó un gol en la victoria escocesa ante Inglaterra, siendo el primer partido que las del norte les ganaban desde 1977.
Ayudó a Escocia a llegar a la Eurocopa 2017, su primer gran campeonato, sin embargo, Beattie no pudo jugar debido a una lesión.
También ayudó al equipo a clasificarse para su primer Mundial. El 15 de mayo de 2019, Beattie fue seleccionada para representar a Escocia durante el Mundial 2019.

## Clubes
| Club                      | País       | Año       |
| ------------------------- | ---------- | --------- |
| Queen's Park              | Escocia    | 2006-2008 |
| Celtic Ladies             | Escocia    | 2008-2009 |
| Arsenal                   | Inglaterra | 2009-2013 |
| Montpellier HSC           | Francia    | 2013-2015 |
| Manchester City           | Inglaterra | 2015-2019 |
| Melbourne City (préstamo) | Australia  | 2015-2016 |
| Arsenal                   | Inglaterra | 2019-2025 |

## Vida privada
Su hermano mayor Johnnie Beattie es un jugador de rugby, también internacional por Escocia, al igual que su padre John Beattie.
En octubre de 2020, le diagnosticaron cáncer de mama. Se sometió a una cirugía para extirpar el bulto y, como el cáncer no se había extendido, comenzó sesiones de radioterapia en lugar de quimioterapia. A pesar del tratamiento, Beattie siguió jugando tanto en el Arsenal como en la selección escocesa.